# Gaspard Auguste Brullé
Gaspard Auguste Brullé, född den 7 april 1809 i Paris, död den 21 januari 1873 i Dijon, var en fransk entomolog och en av grundarna av Société entomologique de France.
Brullé föreslog en ny klassificering av nätvingar som slutfördes av Wilhelm Ferdinand Erichson.
Han har fått arten Scymnus brullei uppkallad efter sig.
Auktorsnamnet Brullé kan användas för Gaspard Auguste Brullé i samband med ett vetenskapligt namn inom zoologin; se Wikipedia-artiklar som länkar till auktorsnamnet.